# Party Monster
Party Monster ist ein Film der US-amerikanischen Regisseure Fenton Bailey und Randy Barbato aus dem Jahr 2003. 
In Deutschland lief der Film lediglich im Programm der Berlinale und bei den Lesbisch Schwulen Filmtagen in Hamburg. In die deutschen Kinos schaffte es der Film nicht.
Am 7. Dezember 2006 hat MTV den Film beim „MTV GAY DAY“ zum ersten Mal ausgestrahlt.

## Handlung
Gegen Ende der 80er Jahre kommt der junge Michael Alig, frisch vom Land in die große Stadt, nach New York. Ihn langweilen die Partys und so will er seine eigenen veranstalten. Mit Charme, Dreistigkeit und Gespür für die richtigen Freunde baut er sich einen eigenen Kosmos im Partyleben auf. Er wird die schillernde Figur und ein Aushängeschild der New Yorker Clubszene. Er gründet ein Plattenlabel, veröffentlicht eine Zeitung und eröffnet seinen eigenen Club. Aber auch Drogen gehören zu seinem Tagesablauf und so wird ihm ein lässig gestandener Mord an einem Drogendealer zum Verhängnis.

## Kritiken
„Schrille Farce nach einem authentischen Fall, die allenfalls durch die Ausstattung für sich einnimmt und ansonsten meist lächerliche Belanglosigkeiten bietet.“

## Synchronisation
| Rollen          | Schauspieler      | Synchronsprecher  |
| Michael Alig    | Macaulay Culkin   | unbekannt         |
| James St. James | Seth Green        | Timmo Niesner     |
| Natasha         | Mia Kirshner      | Gundi Eberhard    |
| Peter Gatien    | Dylan McDermott   | Thomas Nero Wolff |
| Keoki           | Wilmer Valderrama | David Turba       |

Der Film war unter anderen für den „Grand Prize“ beim Sundance Festival 2003 nominiert.

## Hintergrund
Der Film beruht auf der wahren Geschichte von Michael Alig, der Ende der 1980er Jahre als Promoter der New York Club Kids mit extravaganten Partys in der New Yorker Clubszene für Furore sorgte. Der Film ist oft knallbunt überzeichnet. Ein besonderes Highlight ist unter anderem die schräge Drag Queen Christina, welche von Schockrocker Brian Hugh Warner (Marilyn Manson) verkörpert wird. Die beiden Regisseure hatten im Jahr 1998 bereits einen Dokumentarfilm über Michael Alig unter dem gleichen Titel gedreht.